# Thàn mát Ford
Thàn mát Ford hay lăng yên Ford (danh pháp khoa học: Nanhaia fordii) là một loài thực vật có hoa trong họ Đậu. Loài này được Stephen Troyte Dunn mô tả khoa học đầu tiên năm 1912 dưới danh pháp Millettia fordii. Năm 1994, Anne M. Schot chuyển nó sang chi Callerya. Năm 2019, J. Compton & Schrire thiết lập chi mới Nanhaia và chuyển nó sang chi này.
Tên gọi trong tiếng Trung là 广东鸡血藤 (Quảng Đông kê huyết đằng), nghĩa là dây máu gà Quảng Đông.

## Mẫu định danh
Ford 62, thu thập ven sông Liên Châu, bắc Quảng Đông, Trung Quốc. Lưu giữ tại Vườn thực vật Hoàng gia tại Kew (K).

## Mô tả
Dây leo, 1-2 m. Thân màu nâu sẫm, thon búp măng, thanh mảnh, mềm. Các cành có lông tơ màu vàng khi non, sau nhẵn nhụi. Lá 5-7 lá chét; trục cuống lá 10-20 cm, gồm cả cuống lá 2-4 cm; phiến lá chét thẳng-hình mác tới hình trứng hẹp-elip hẹp, 3-9 × 0,75-4 cm với lá chét ngọn to nhất, dạng giấy, hai mặt hơi bóng và đen khi khô, đáy thuôn tròn tới hình tim, đỉnh nhọn thon tới hình đuôi. Hệ gân lá có lông ở gân giữa tại mặt trên, thưa lông tới nhẵn nhụi trên gân giữa và các gân con ở mặt dưới. Gân giữa phẳng ở mặt trên. Gân con 4-6 đôi, hơi phẳng ở mặt trên, hơi nhô lên ở mặt dưới, không khác biệt, tạo thành các cung ở mép lá tại 2/3-3/4 phiến lá. Các gân liên thứ cấp biến đổi. Hệ gân không khác biệt, phẳng, dạng mắt lưới lỏng lẻo. Lá kèm thẳng, dài ~2 mm, phần lớn có phấn xám. Trục cuống lá 3-10 cm, đường kính ~1 mm, thưa lông, sau nhẵn nhụi; gối 3-6 × ~1 mm. Lá kèm con thẳng, 2-3 mm, phần lớn bền. cành hoa ở đầu cành hay nách lá, đôi khi là chùy hoa đầu cành có lá, 5-7 cm, ngắn hơn lá đối diện, lông măng màu vàng. Lá bắc với trục cụm hoa hình tam giác hẹp, dài 4-5 mm; lá bắc với hoa hình tam giác hẹp, 3-4 mm, có phấn xám. Lá bắc con ở đỉnh cuống hoa, gần đáy đài hoa, hình trứng hẹp, 1,5-4 × ~1 mm, bền. Hoa 1,5-1,9 cm, màu trắng, thơm. Đài hoa hình chuông, hơi lệch, ~8 mm, thưa lông mặt ngoài, rậm lông trên các răng mặt trong, các răng hơi không đều, tù, dài 1,5-3,2 mm. Tràng hoa màu vàng. Cánh cờ hình trứng rộng tới gần tròn, không tai ở đáy, 11,5-18 × 11,5-15 mm, nhẵn nhụi, không có thể chai và đường dẫn mật ở đáy, vuốt dài 3,5-4 mm. Các cánh bên dài như cánh lưng, các phiến rời, hình trứng ngược hẹp, tai phía dưới rất nhỏ, 13-15 × 4-5 mm, nhẵn nhụi, tai phía trên nhăn nheo ở đáy, hơi có nếp nhăn ở bên, vuốt dài 4-4,5 mm. Phiến cánh lưng hình trứng ngược hẹp, tai trên nhỏ, 13-13,5 × 4,5-5 mm, nhẵn nhụi, các túi bên khác biệt, vuốt dài 5-6 mm. Ống nhị dài 14-16 mm. Đĩa khác biệt, hơi có thùy, dài ~0,5 mm. Bầu nhụy hình chân, có lông măng, dài ~14 mm, phần thân có lông lụa toàn bộ hoặc chỉ dọc theo các mép dày lên, nhiều noãn (9-14). Vòi nhụy nhẵn nhụi. Quả đậu thẳng, 10-12 × ~1 cm, phẳng, lông măng màu nâu, đỉnh có mấu nhọn. Hạt 4-8 mỗi quả, màu nâu, hình trứng, ~7 × 6 mm, nhẵn. Ra hoa tháng 6-10, tạo quả tháng 10-1 năm sau.

## Phân bố
Rừng thưa trên sườn dốc; cao độ ~500 m. Có tại Trung Quốc (Quảng Đông, Quảng Tây) và miền bắc Việt Nam.